# Hasan Yıldırım
Hasan Yıldırım (* 10. August 1960 in Balıkesir) ist ein ehemaliger türkischer Fußballspieler.

## Karriere

### Im Verein
Hasan Yıldırım begann seine professionelle Karriere in der Saison 1985/86 bei Galatasaray Istanbul. Dort kam er zu 19 Ligaspielen und traf zweimal das Tor. Nach bereits einem Jahr musste Yıldırım die Gelb-Roten verlassen. Er wechselte daraufhin zum Ligakonkurrenten Altay Izmir. Seine erfolgreichste Saison spielte Yıldırım 1990. Er stieg mit Altay in die 1. Liga auf und wurde mit sieben Toren Torschützenkönig des türkischen Pokals.
In der nachfolgenden Saison wurde er an Göztepe Izmir ausgeliehen. Seine Karriere beendete der Stürmer nach der Saison 1993/94 bei Düzcespor.

### In der Nationalmannschaft
Hasan Yıldırım spielte 1982 zweimal für die türkische U-18.

## Erfolge
Altay Izmir
- Zweitligameister: 1991

Individuell
- Torschützenkönig des türkischen Fußballpokals: 1991